# Yves Bolduc
Pour les articles homonymes, voir Bolduc.
Yves Bolduc, né le 6 mars 1957 à Alma, est un médecin et homme politique québécois.
Avant de se lancer en politique, il pratique la médecine dans sa région natale du Lac Saint-Jean. En 2008, il est nommé ministre de la Santé et des Services sociaux dans le gouvernement provincial libéral de Jean Charest puis se fait élire dans une élection partielle dans la circonscription de Jean-Talon qu'il représentera jusqu'en février 2015. Dans le gouvernement Philippe Couillard, il occupe simultanément les postes de ministre de l'Éducation, du Loisir et du Sport et de ministre de l'Enseignement supérieur, de la Recherche et de la Science.
Le 26 février 2015, après plusieurs controverses, il démissionne de ses mandats de ministre et de député et met fin à sa carrière politique.

## Biographie
Yves Bolduc est diplômé en médecine de l'Université Laval depuis 1981. Il détient une maîtrise en administration publique de l'École nationale d'administration publique (ENAP) et un diplôme en bioéthique de l'Université du Québec à Chicoutimi. Il est directeur des services professionnels du centre de santé et de services sociaux Lac-Saint-Jean-Est entre juillet 1994 et le 25 juin 2008. Il est aussi directeur général par intérim et directeur des services professionnels par intérim du Centre de santé et de services sociaux de La Vallée-de-l'Or de décembre 2007 au 25 juin 2008. Pendant cinq ans, il sert à titre de président de l'Association des conseils des médecins, dentistes et pharmaciens du Québec.
Il est candidat dans la circonscription électorale de Lac-Saint-Jean aux élections de 2007. Il perd face au péquiste Alexandre Cloutier par 5 589 voix.
Yves Bolduc est nommé ministre de la Santé et des Services sociaux le 25 juin 2008, avant d'être élu député. Il remplace alors Philippe Couillard, ministre démissionnaire. Il se fait élire dans Jean-Talon, la même circonscription que son prédécesseur, lors d'une élection complémentaire le 29 septembre 2008 et est réélu à l'élection générale de 2008.
Le 7 septembre 2011, à la suite de la démission de Nathalie Normandeau, Jean Charest le nomme ministre responsable des régions du Bas-Saint-Laurent et de la Gaspésie–Îles-de-la-Madeleine.
Lors de la formation du gouvernement Couillard en avril 2014, il est nommé ministre de l'Éducation et ministre de l'Enseignement supérieur.

### Rémunérations multiples
En juillet 2014, des médias rapportent que pendant les 19 mois où il a été député dans l'opposition, Yves Bolduc aurait pratiqué la médecine et pris en charge environ 1 500 patients, touchant ainsi environ 215 000 dollars canadiens en incitatif salarial et 151 000 $ en salaire d'omnipraticien en plus de son salaire de député de 89 950 $.
Ces révélations suscitent diverses réactions. Ainsi, Claude Castonguay réclame la démission du ministre.

### Déclarations controversées
En août 2014, le ministre Bolduc affirme qu'« il n'y a pas un enfant qui va mourir de ça [ne pas avoir de nouveaux livres] », à propos de l'achat de livres par les commissions scolaires québécoises, proposant que les écoles entrevoient de réduire leurs achats de livres, considérant les compressions budgétaires annoncées par le gouvernement. Il s'excuse quelques jours plus tard pour ces propos.
En février 2015, le ministre provoque la controverse en affirmant qu'il est acceptable que les écoles procèdent à des fouilles à nu à l'endroit d'élèves qu'elles soupçonnent être en possession de stupéfiants.

### Démission
Le 26 février 2015, Yves Bolduc annonce qu'il quitte la vie politique, quittant du même coup ses postes de ministre de l'Éducation, de ministre de l'Enseignement supérieur et de député de Jean-Talon, tout en acceptant de toucher sa prime de départ de près de 150 000 $,.

## Vie après la politique
À la suite de sa démission, Yves Bolduc retourne à la pratique de la médecine à la Cité médicale Québec en mars 2015. Il devient consultant spécial pour Hill & Knowlton (en) en décembre 2015.

## Résultats électoraux
|                                                                                               | Nom                   | Parti              | Nombre de voix | %      | Maj.  |
| --------------------------------------------------------------------------------------------- | --------------------- | ------------------ | -------------- | ------ | ----- |
|                                                                                               | Yves Bolduc (sortant) | Libéral            | 15 492         | 44,5 % | 7 668 |
|                                                                                               | Clément Laberge       | Parti québécois    | 7 824          | 22,5 % | -     |
|                                                                                               | Hugues Beaulieu       | Coalition avenir   | 7 158          | 20,6 % | -     |
|                                                                                               | Eveline Gueppe        | Québec solidaire   | 3 151          | 9,1 %  | -     |
|                                                                                               | Alexandre Lavallée    | Option nationale   | 526            | 1,5 %  | -     |
|                                                                                               | Maxime Couillard      | Parti nul          | 389            | 1,1 %  | -     |
|                                                                                               | Monique Roy Verville  | Conservateur       | 206            | 0,6 %  | -     |
|                                                                                               | Stéphane Pouleur      | Équipe autonomiste | 66             | 0,2 %  | -     |
| Total                                                                                         | Total                 | Total              | 34 812         | 100 %  |       |
| Le taux de participation lors de l'élection était de 77,9 % et 393 bulletins ont été rejetés. |                       |                    |                |        |       |

|                                                                                               | Nom                     | Parti              | Nombre de voix | %      | Maj.  |
| --------------------------------------------------------------------------------------------- | ----------------------- | ------------------ | -------------- | ------ | ----- |
|                                                                                               | Yves Bolduc (sortant)   | Libéral            | 13 534         | 37,3 % | 3 471 |
|                                                                                               | Neko Likongo            | Parti québécois    | 10 063         | 27,7 % | -     |
|                                                                                               | Hugues Beaulieu         | Coalition avenir   | 8 747          | 24,1 % | -     |
|                                                                                               | Émilie Guimond-Bélanger | Québec solidaire   | 2 321          | 6,4 %  | -     |
|                                                                                               | Guillaume Langlois      | Option nationale   | 1 351          | 3,7 %  | -     |
|                                                                                               | Stéphane Pouleur        | Équipe autonomiste | 262            | 0,7 %  | -     |
| Total                                                                                         | Total                   | Total              | 36 278         | 100 %  |       |
| Le taux de participation lors de l'élection était de 80,9 % et 397 bulletins ont été rejetés. |                         |                    |                |        |       |

|                                                                                               | Nom                   | Parti               | Nombre de voix | %      | Maj.  |
| --------------------------------------------------------------------------------------------- | --------------------- | ------------------- | -------------- | ------ | ----- |
|                                                                                               | Yves Bolduc (sortant) | Libéral             | 13 853         | 49,7 % | 4 861 |
|                                                                                               | Neko Likongo          | Parti québécois     | 8 992          | 32,3 % | -     |
|                                                                                               | Martin Briand         | Action démocratique | 2 546          | 9,1 %  | -     |
|                                                                                               | Marc-André Gauthier   | Québec solidaire    | 1 409          | 5,1 %  | -     |
|                                                                                               | Nathalie Gingras      | Vert                | 1 065          | 3,8 %  | -     |
| Total                                                                                         | Total                 | Total               | 27 865         | 100 %  |       |
| Le taux de participation lors de l'élection était de 69,1 % et 283 bulletins ont été rejetés. |                       |                     |                |        |       |

|                                                                                               | Nom                | Parti               | Nombre de voix | %      | Maj.  |
| --------------------------------------------------------------------------------------------- | ------------------ | ------------------- | -------------- | ------ | ----- |
|                                                                                               | Alexandre Cloutier | Parti québécois     | 14 750         | 46,4 % | 5 575 |
|                                                                                               | Yves Bolduc        | Libéral             | 9 175          | 28,9 % | -     |
|                                                                                               | Eric Girard        | Action démocratique | 6 837          | 21,5 % | -     |
|                                                                                               | Denis Plamondon    | Québec solidaire    | 536            | 1,7 %  | -     |
|                                                                                               | Vital Tremblay     | Vert                | 474            | 1,5 %  | -     |
| Total                                                                                         | Total              | Total               | 31 772         | 100 %  |       |
| Le taux de participation lors de l'élection était de 77,3 % et 229 bulletins ont été rejetés. |                    |                     |                |        |       |